# Licence to Kill
Licencia para matar (en inglés Licence to Kill) es una película británica de 1989, decimosexta entrega correspondiente a la saga de James Bond dirigida por John Glen, producida por Albert R. Broccoli y segunda y última protagonizada por Timothy Dalton. Es la primera película que no posee el título de alguna novela o historia corta de Ian Fleming, aunque parte de su trama es basada en el cuento corto "El extraño Hilebrand" del libro Solo para tus ojos y parte de la novela Vive y deja morir. 
En la película, Bond es suspendido del MI6 mientras él persigue al narcotraficante colombiano Franz Sánchez, quien ha atacado a su amigo de la CIA Felix Leiter y asesinado a la esposa de Felix durante su luna de miel. Originalmente titulada Licence Revoked (Licencia revocada) en consonancia con la trama, el nombre fue cambiado durante la posproducción.

## Argumento
En la secuencia pre-créditos, James Bond (Timothy Dalton) viaja a Florida para presenciar la boda de su mejor amigo Felix Leiter (David Hedison), agente de la CIA. De camino a la ceremonia, oficiales de la DEA (Departamento Antidroga) aparecen en helicóptero y le dicen a Leiter que tienen una oportunidad excelente de capturar a Franz Sánchez (Robert Davi), criminal acusado de 396 asesinatos y zar de la droga, pues éste entró en jurisdicción de las islas Bahamas, cuyo gobierno autoriza la captura. Bond se suma a Leiter para el operativo "sólo como observador", y así todos suben al helicóptero y se dirigen a una isla donde Sánchez previamente había llegado para matar al amante de su novia Lupe Lamora (Talisa Soto) y golpearla a ella como castigo. Durante el operativo, Sánchez intenta huir en una avioneta, pero Bond, desde el helicóptero de la DEA y ayudado por Leiter engancha la avioneta al helicóptero, capturándolo. Finalmente, como aún estaba esperando en la Iglesia la novia de Leiter, este último y Bond llegan en paracaídas a la boda.
Sánchez soborna con dos millones de dólares a un agente de la DEA llamado Ed Killifer (Everett McGill) y consigue escapar ayudado por sus secuaces en los Cayos de Florida cuando era trasladado a la cárcel de Quantico. Durante la fiesta de la boda, Bond, siendo el padrino de los novios, recibe como regalo de ellos un encendedor con una llama enorme. Acto seguido en la noche, el criminal asesina a Della (Priscilla Barnes), la esposa de Felix, y a él lo arroja a un tiburón, donde pierde una pierna. Al enterarse Bond de la noticia de que Sánchez escapó cuando tomaba un avión a Estambul en una misión, acude a ver a Felix y a Della. Sólo encuentra a Della violada y muerta y a Felix grave. Al llevar a su amigo al hospital, los oficiales de la DEA le indican que ellos se encargarían del asunto. Pero un Bond resentido y con deseo de venganza comienza junto con su compañero Sharkey a investigar lo que sucedió.
La primera pista fue ir a un almacén en donde tenían resguardados a raros especímenes de tiburones, cuyo propietario es uno de los cómplices de Sánchez, Milton Krest (Anthony Zerbe), donde Bond usando su fachada de Universal Exports pide ver el establecimiento sin encontrar nada, debido a que Krest lo mantiene alejado. Posteriormente en la noche ahí en plena lucha contra varios vigilantes y luego contra Killifer, el oficial traidor que fue sobornado, y con ayuda de Sharkey, Bond lo cuelga de la misma pecera donde arrojaron a Felix y este muere devorado por un tiburón, arrojándole a la vez el dinero con el que fue sobornado. James y Sharkey planean ir tras Krest, pero en el camino agentes del MI6 llevan a Bond a la antigua casa de Ernest Hemingway a que se reportara con M (Robert Brown), quien muy enojado le ordena a Bond que no se meta en el asunto por no ser un tema del MI6, pero el agente lo desobedece, por lo que M se molesta y le exige que entregue su licencia para matar y su arma. Bond simula entregarse pero termina escapando con su arma; y M sin remordimientos, lo deja ir en paz. A partir de ahí inicia un viaje de venganza contra Sánchez.
Al entrar al WaveKrest, yate de Milton Krest, Bond descubre en el cabaret a Lupe, a quien había visto en la isla cuando capturaron a Sánchez. La chica Lupe le pide que no se meta, pero Bond lo rechaza. Al descubrir que su amigo Sharkey fue capturado y muerto, Bond se desespera y da muerte al asesino de su amigo y huye en una avioneta que transportaba todo el dinero, fruto de la droga que traficaban. Al escapar, Bond regresa a la casa de Felix para hallar alguna pista y obtiene un contacto con una de sus compañeras de la DEA, Pam Bovier (Carey Lowell), con quien se reúne en un bar para intercambiar información. En esos momentos llega uno de los cómplices de Sánchez, Darío (Benicio del Toro), quien comienza a provocar a la chica, Bond reacciona y termina desencadenándose una riña en el bar.
Luego de escapar de las manos de Darío y sus hombres, Pam y Bond inician un viaje hacia la ficticia ciudad de Ithmus, donde Franz Sánchez tiene su imperio. Mientras tanto, en el MI6, M reclama a Moneypenny (Caroline Bliss) sobre un reporte de 007, con el fin de perdonarlo. M, al estar consciente de lo que está ocurriendo, decide llamar a su contacto en Ithmus para traer a Bond. Asustada y angustiada, Moneypenny llama a Q (Desmond Llewelyn) para pedirle ayuda.
Mientras tanto en Ithmus, Bond llega al Banco depositando el dinero robado y vanamente trata de pedirle a Pam no involucrarse en el asunto. Luego Bond le permite quedarse posando como su secretaria. Posteriormente, ambos acuden al casino de Sánchez y Bond comienza a gastar y ganar todo su dinero en apuestas. Al enterarse de lo que sucedía, Sánchez ordena a uno de sus sicarios a que lo traiga frente a él en persona. A partir de allí comienza a llevarse muy bien con Bond sin saber que él es amigo de Leiter y argumentándole ser exagente británico y asesino a sueldo.
Al volver al hotel, Bond recibe la inesperada visita de Q, quien viene a ayudarle en su venganza, proporcionándole armas; despertador bomba, explosivo plástico ciclonita escondido en dentífrico, cámara láser, detonador escondido en cajetilla de cigarrillos y una cámara rifle. Bond le agradece y le pide no intervenir. Al preparar su ataque contra el NarcoZar usando la ciclonita, el detonador (para destruir la ventana blindada de su oficina) y la cámara rifle, agentes del servicio secreto japonés liderados por Kwang (Cary-Hiroyuki Tagawa) (que se había infiltrado como narcotraficante chino) y Fallon (Christopher Neame), corrupto agente británico que tenía que traer a Bond de vuelta a Londres, atacan a James y lo raptan en una bodega, pero allí es rescatado por Sánchez y su jefe de seguridad el Coronel Heller (Don Stroud), Sánchez lo lleva a su lujosa mansión y le da hospedaje. Kwang se suicida y Fallon y los dos agentes que acompañaban a Kwang son asesinados.
Bond recibe varias atenciones por parte de Sánchez en su casa y le advierte de alguien que había tratado de matarlo, motivo del interrogatorio de Kwang (sin decirle que había sido el mismo Bond autor del atentado) y luego logra huir ayudado por Lupe. Al regresar al hotel en donde se encontraban Q y Pam, Bond entra enfurecido y arroja a la dama a la cama. Este sin querer oír razones, se dispone a matarla, ya que el la vio con Heller y otros maleantes en la oficina. Ella le explica que fue a obtener algo de información; el gobierno estadounidense le garantizaba al Coronel Heller inmunidad y amnistía si entregaba a las autoridades misiles comprados por Sánchez para derribar aviones de la DEA si lo volvían a intentar arrestar. Al darle una oportunidad más, Q y Pam toman un bote para ayudar a James a devolver parte del dinero que le robo a Krest. Bond y Pam se infiltran en el yate de Krest, una vez ahí justo después de que arrojaran todo el dinero a la cámara de presión, los cómplices de Sánchez lo encuentran y le informan a su jefe que el dinero lo tenía oculto en esa cámara mientras que Krest le contaba a Sánchez lo sucedido cuando Bond secretamente se infiltró en el barco. Enojado, Sánchez arroja a Krest a la cámara y termina matándolo con una súbita descompresión. Después de asesinar a su socio, Sánchez regresa a la mansión con Bond, le obsequia una cantidad de dinero por su lealtad y le pide acompañarlo a una fábrica de cocaína, escondida debajo de un templo Tolteca, Tula, Hidalgo. Lupe, preocupada por Bond, pasa la noche con él y al día siguiente le pide a Pam y a Q ayudarlo ya que Sánchez aún lo pone a prueba, Pam celosa duda en ayudarlo pero Q la convence de hacerlo.
Pam toma una avioneta para reunirse con Bond en el lugar, mientras que en la fábrica, Bond provoca un incendio en el laboratorio al arrojar un mechero a la droga luego de que Darío lo miraba con sospecha. Darío reconoce a Bond rápidamente, y Sánchez le ordena a sus matones a que lo coloquen sobre una trituradora usada para esconder la droga en camiones cisterna. La fábrica estaba por colapsar, Sánchez escapa junto con sus socios y deja solo a Darío a que se encargue de eliminar a Bond, quien se logra sujetar de un gancho con la soga atada en sus muñecas aunque ganando tiempo diciéndole a Sánchez sobre la traición de Heller con los misiles y el supuesto robo de dinero por parte de su contador Truman-Lodge, justo cuando Darío estaba por cortar la soga, Pam llega y dispara al delincuente, Bond logra zafarse y sujeta el pie de Darío y lo hace caer a la trituradora, muriéndose en su lugar. Bond y Pam intentan huir, y en su camino encuentran el cuerpo de Heller muerto empalado en una máquina. 
Sánchez escapa en un coche junto a dos camiones cisterna que transportaban combustible con cocaína camuflada en el mismo. Pero eso no era imposible para Bond, ya que con ayuda de Pam logra alcanzarlos en la avioneta y toma uno de los camiones. Durante el curso de una persecución a través del desierto, los hombres de Sánchez intentan eliminarlo en el camino, pero todos son vencidos por la astucia de Bond y a la vez destruye uno de los cargamentos de droga. Truman-Lodge (Anthony Starke), contador del dinero de Sánchez, le reclama los cargamentos destruidos y Sánchez perdiendo la paciencia lo mata. Sánchez ataca a Bond con un machete a bordo del camión cisterna aun sin destruir, que pierde el control y se estrella en un lado de una colina. Ambos empapados por el combustible de este, Sánchez intenta matar a Bond con su machete. Pero Bond, con sus últimas fuerzas, saca el encendedor que Felix y Della le obsequiaron durante la boda y con él enciende a Sánchez y corre lo más lejos que pudo llegar para evitar ser alcanzado por las llamas. Finalmente, Sánchez muere en la explosión.
Una vez terminado todo, Bond habla con Felix por teléfono, quien se encontraba recuperado luego de aquella tragedia. Bond se alegra de que su amigo se encontrara fuera de peligro y este le dice que M le está ofreciendo su trabajo de vuelta. Lupe está muy agradecida con James, mientras ella besaba a Bond en la fiesta, Pam se retira muy decepcionada y triste. Pero al ver que aún se encontraba en la mansión, Bond se disculpa con Lupe ya que el no se sentía atraído a ella y le dice que ella y el presidente hacían una feliz pareja, y luego cae a la piscina para estar junto a Pam. Pam se emociona y cae a la piscina también, Lupe, el presidente López y Q dejan solos a los dos pasar un momento romántico.

## Reparto
- Timothy Dalton como James Bond: Un agente del MI6 que renuncia para tomar venganza contra el barón de las drogas Franz Sánchez.
- Carey Lowell como Pam Bouvier: Una expiloto del ejército e informante de la CIA.
- Robert Davi como Franz Sánchez: El barón de la droga más poderoso en América Latina, que había sido buscado por la DEA por años.
- Talisa Soto como Lupe Lamora: Novia de Sánchez.
- Anthony Zerbe como Milton Krest: Secuaz de Sánchez que opera el Wavekrest Marine Research.
- Frank McRae como Sharkey: Amigo de Félix Leiter y dueño de un negocio de barcos.
- Everett McGill como Ed Killifer: Corrupto oficial de la DEA.
- Benicio del Toro como Darío: Uno de los secuaces de Sánchez.
- Desmond Llewelyn como Q: Provee a Bond con varios gadgets y lo ayuda en el campo.
- Robert Brown  como M: Jefe del MI6.
- Caroline Bliss como Miss Moneypenny: Secretaria de M.
- David Hedison como Felix Leiter: Exagente de la CIA, ahora con la DEA.[3]
- Wayne Newton como Profesor Joe Butcher: Intermediario de Sánchez y evangelista de TV para el Instituto de Meditación Olimpatec.
- Anthony Starke como Truman-Lodge: Asesor financiero de Sánchez.
- Pedro Armendáriz Jr. como Presidente Héctor López: El presidente de Isthmus.
- Priscilla Barnes como Della Churchill Leiter: Esposa de Félix Leiter.
- Don Stroud como Coronel Heller: Jefe de seguridad de Sánchez.
- Cary-Hiroyuki Tagawa como Kwang: Un agente de narcóticos de la policía de Hong Kong enviado a infiltrarse en las operaciones de Sánchez.
- Christopher Neame como Fallon: Un agente del MI6 enviado por M a arrestar a Bond, vivo o muerto.
- Diana Lee Hsu como Loti: Una agente de narcóticos de Hong Kong trabajando con Kwang.

## Producción
Razones presupuestarias hicieron de Licencia para matar la primera película Bond en no ser filmada en el Reino Unido, con lugares de filmación en México y Florida. Es también la última película Bond para los actores Robert Brown (como M) y Caroline Bliss (como Moneypenny), el guionista Richard Maibaum, el diseñador de títulos Maurice Binder, el editor John Grover, el cinematógrafo Alec Mills, el director y ex-editor de películas Bond John Glen y el productor Albert R. Broccoli, aunque más tarde actuaría como productor de consultoría para GoldenEye antes de su muerte.
En un principio el filme se titularía Licencia Revocada pero en un último cambio se decidió llamarla Licencia para matar, mientras que la fotografía submarina de esta película corrió a cargo del cineasta y buceador mexicano Ramón Bravo.
Después del lanzamiento de Licencia para matar, disputas legales sobre el control de la serie y el personaje de James Bond resultaron en una demora de seis años en la producción de la próxima película Bond que resultó en Dalton tomando la decisión de no regresar.

## Recepción
La película contó con un presupuesto de 42 millones de dólares y ganó más de $156 millones en todo el mundo. Disfrutó de una recepción crítica generalmente positiva, con muchos elogios para las escenas de acción, pero con algunas críticas sobre la interpretación de Dalton como Bond y el hecho de que la película era significativamente más oscura y violenta que sus predecesoras. Aun así, en este filme, según los críticos, Timothy Dalton interpreta a un Bond que se asemeja al que interpreta Daniel Craig.

## Fechas de estreno
| País                                                                          | Fecha de estreno                 |
| ----------------------------------------------------------------------------- | -------------------------------- |
| Alemania                                                                      | Jueves 10 de agosto de 1989      |
| Argentina                                                                     | Jueves 31 de agosto de 1989      |
| Australia                                                                     | Jueves 7 de septiembre de 1989   |
| Austria                                                                       | Viernes 11 de agosto de 1989     |
| Bélgica                                                                       | Miércoles 19 de julio de 1989    |
| Belice · Costa Rica · El Salvador · Guatemala · Honduras · Nicaragua · Panamá | Viernes 1 de septiembre de 1989  |
| Brasil                                                                        | Jueves 31 de agosto de 1989      |
| Chile                                                                         | Viernes 22 de septiembre de 1989 |
| Colombia                                                                      | Jueves 17 de agosto de 1989      |
| Corea del Sur                                                                 | Sábado 30 de diciembre de 1989   |
| Dinamarca                                                                     | Viernes 7 de julio de 1989       |
| Ecuador                                                                       | Miércoles 18 de octubre de 1989  |
| Egipto                                                                        | Lunes 29 de enero de 1990        |
| España                                                                        | Viernes 21 de julio de 1989      |
| Estados Unidos · Canadá                                                       | Viernes 14 de julio de 1989      |
| Filipinas                                                                     | Miércoles 4 de octubre de 1989   |
| Finlandia                                                                     | Viernes 7 de julio de 1989       |
| Francia                                                                       | Miércoles 19 de julio de 1989    |

| País                 | Fecha de estreno                 |
| -------------------- | -------------------------------- |
| Grecia               | Viernes 3 de noviembre de 1989   |
| Hong Kong            | Jueves 27 de julio de 1989       |
| Hungría              | Jueves 24 de agosto de 1989      |
| India                | Viernes 15 de junio de 1990      |
| Israel               | Viernes 30 de junio de 1989      |
| Italia               | Viernes 15 de septiembre de 1989 |
| Jamaica              | Miércoles 2 de agosto de 1989    |
| Japón                | Sábado 30 de septiembre de 1989  |
| Líbano               | Viernes 28 de julio de 1989      |
| Malasia              | Jueves 20 de julio de 1989       |
| México               | Jueves 14 de septiembre de 1989  |
| Noruega              | Jueves 6 de julio de 1989        |
| Nueva Zelanda        | Viernes 24 de noviembre de 1989  |
| Países Bajos         | Jueves 22 de junio de 1989       |
| Perú                 | Jueves 21 de septiembre de 1989  |
| Portugal             | Viernes 11 de agosto de 1989     |
| Puerto Rico          | Jueves 6 de julio de 1989        |
| Reino Unido Irlanda  | Viernes 14 de julio de 1989      |
| República Dominicana | Jueves 24 de agosto de 1989      |
| Singapur             | Jueves 20 de julio de 1989       |
| Sudáfrica            | Viernes 7 de julio de 1989       |
| Suecia               | Viernes 7 de julio de 1989       |
| Suiza                | Viernes 11 de agosto de 1989     |
| Tailandia            | Sábado 21 de octubre de 1989     |
| Taiwán               | Sábado 22 de julio de 1989       |
| Turquía              | Viernes 15 de diciembre de 1989  |
| Uruguay              | Jueves 14 de septiembre de 1989  |
| Venezuela            | Miércoles 16 de agosto de 1989   |

## Premios

### Edgar Allan Poe Awards
| Año  | Categoría           | Nominados                                          | Productora     | Resultado |
| ---- | ------------------- | -------------------------------------------------- | -------------- | --------- |
| 1990 | Best Motion Picture | Licence to Kill Richard Maibaum, Michael G. Wilson | United Artists | Nominada  |

## Escenas eliminadas
- Sharkey entra a casa de Leiter siendo detenido por policías y Bond confirma que él es también amigo suyo y de Leiter.
- Sharkey y Bond navegan en el bote del primero y observan a Milton Krest en su barco el WaveKrest con su mini submarino.
- Usando parte del dinero robado a Krest, Bond compra el bote a un pescador el cual usaría posteriormente para reunirse por primera vez con Pam.
- Cuando Bond hace su depósito en el Banco de Itmus, Bond se cruza con Sánchez cuando este recibe a los japoneses inversionistas.
- Al salir del Casino, Bond y Pam se cruzan con Kwang y su acompañante y Kwang mira con sospecha en la entrada.
- Luego de recibir a Q, Bond observa a Sánchez y a Lupe en televisión junto con el presidente Héctor López y saca primero el encendedor que Felix y Della le regalaron en la boda regulando la llama al fumar un cigarrillo, luego saca de una petaca de whisky una nueva Walther PPK en reemplazo de la decomisada por Sánchez en el casino.
- Bond y Pam llegan a Ithmus en una avioneta y ambos observan a distancia a los japoneses recibidos por Truman-Lodge y el coronel Heller.
- Otra secuencia muestra como Bond es llevado por los agentes japoneses a una casa abandonada poco antes de encontrarse con Kwang y Fallon.
- Lupe, luego de ayudar a Bond a salir de la residencia de Sánchez. Ambos llegan a una costa donde Bond volvería a su hotel mientras ella volvería a la casa confesándole además que no ama sino que odia a Sánchez.